# Hans Pfitzner
Hans Erich Pfitzner (Moscovo, 5 de maio de 1869 — Salzburgo, 22 de maio de 1949) foi um compositor alemão que se descrevia a si mesmo como antimodernista. Seu trabalho mais conhecido é a ópera Palestrina, baseada na vida do compositor do século XVI Giovanni Pierluigi da Palestrina.

## Biografia
Nascido em Moscovo, Pfitzner passou a maior parte de sua vida na Alemanha, trabalhando como maestro, pianista, professor e compositor. Ele era filho de um violinista profissional e tinha aulas com seu pai enquanto ainda era novo. A família se mudou para Frankfurt em 1872. Suas primeiras composições datam quando ele tinha onze anos, e em 1884 escreveu suas primeiras canções. Entre 1886 e 1890, estudou composição com Iwan Knorr e piano com James Kwast no Conservatório Hoch em Frankfurt. Pfitzner lecionou no Conservatório Koblenz entre 1892 e 1893. Sua música era respeitada por contemporâneos como Gustav Mahler e Richard Strauss.
Cada vez mais nacionalista com o passar da idade, o compositor foi primeiramente reconhecido por figuras importantes do partido nazista, em particular Hans Frank. Mas logo foi desconsiderado pelo grupo, que não apoiava sua associação de longa data com o maestro judeu Bruno Walter.
Após a Segunda Guerra Mundial, acabou em um asilo para idosos em Salzburgo, Áustria, onde morreu.

## Publicações
- Vom musikalischen Drama. Munique/Leipzig 1915.
- Futuristengefahr. Munique/Leipzig 1917.
- Die neue Ästhetik der musikalischen Impotenz. Munique 1920.
- Werk und Wiedergabe. Augsburg 1929.
- Über musikalische Inspiration. Berlim 1940.
- Gesammelte Schriften, Vol. I. Augsburg 1926 (darin: Futuristengefahr, S. 185–223).
- Gesammelte Schriften, Vol. II. Augsburg 1926.
- Gesammelte Schriften, Vol. III: Werk und Wiedergabe. Augsburg 1929.
- Gesammelte Schriften, Vol. IV, ed. por Bernhard Adamy. Schneider, Tutzing 1987, ISBN 3-7952-0484-4.
- Briefe (2 volumes), ed. por Bernhard Adamy. Schneider, Tutzing 1991, ISBN 3-7952-0661-8 e ISBN 3-7952-0662-6.

## Gravações
Suas obras orquestrais completas foram gravadas pelo maestro alemão Werner Andreas Albert. Suas músicas completas foram gravadas no selo CPO. Além disso, sua música de câmara, incluindo 4 quartetos de cordas, 2 trios de piano, uma sonata para violino, algumas obras estranhas para piano, um quinteto de piano e um sexteto de cordas e uma sonata para violoncelo foram gravadas várias vezes.

## Alunos
- Sem Dresden (1881–1957)
- Hans Mahner-Mons (1883–1956; pseudônimo: Hans Possendorf)
- Albert Bing (1884–1935; Lehrer Kurt Weills)
- Ture Rangström (1884–1947)
- Otto Klemperer (1885–1973)
- Hans Wiltberger (1887–1970)
- Heinrich Burkard (1888–1950)
- Ilse Fromm-Michaels (1888–1986)
- Heinrich Jacoby (1889–1964)
- Heinrich Boell (1890–1947)
- Louis Gava (1891–1965)
- Eduard von Hebra (1891–1958)[2]
- Czesław Marek (1891–1985)
- Charles Münch (1891–1968)
- Hellmuth Coerper (1892–1915)
- Felix Wolfes (1892–1971)
- Karl Dammer (1894–1977)
- Paul Winter (1894–1970)
- Carl Orff (1895–1982)
- Otto Straub (1895–1931)
- Friedrich Mehler (1896–1981)
- Hermann Ambrosius (1897–1983)
- Hansmaria Dombrowski (1897–1977)
- Maria Dombrowsky (1897–1986)
- Margrit Hügel (1897–1986)
- Carl Gerhardt (1900–1945)
- Karl Maria Zwißler (1900–1984)
- Lotte Backes (1901–1990)
- Robert Rehan (1901–1988)
- Lothar Witzke (1903–1998)
- Eugen Bodart (1905–1981)
- Gerhard Frommel (1906–1984)
- Lilo Martin (1908–1986)
- Heinrich Sutermeister (1910–1995)

## Obras
Fontes:

### Operas
| Título                         | Legenda                                            | Opus   | libretista                                   | Ano       | Pré estreia            | Notas                                    |
| ------------------------------ | -------------------------------------------------- | ------ | -------------------------------------------- | --------- | ---------------------- | ---------------------------------------- |
| Der arm Heinrich               | Drama musical em 3 atos                            | WoO 15 | James Grun (1868-1928) após Hartmann von Aue | 1891–1893 | 1895, Mainz            | Richard Bruno Heydrich cantou na estreia |
| Die Rose vom Liebesgarten      | Ópera romântica com prelúdio, dois atos e poslúdio | WoO 16 | James Grun                                   | 1897–1900 | 1901, Elberfeld        |                                          |
| Das Christ-Elflein (1ª versão) | conto de natal                                     | Op. 20 | Ilse von Stach                               | 1906      | 1906, Munique          |                                          |
| Das Christ-Elflein (2ª versão) | Spieloper em 2 atos                                | Op. 20 | Ilse von Stach e Pfitzner                    | 1917      | 1917, Dresden          | Mais revisão não publicada em 1944       |
| Palestrina                     | Lenda Musical em 3 atos                            | WoO 17 | Pfitzner                                     | 1909–1915 | 1917, Munique          | A obra mais famosa do compositor         |
| Das Herz                       | Drama para Música em 3 atos (4 cenas)              | Op. 39 | Hans Mahner-Mons (1883-1956)                 | 1930–31   | 1931, Berlim e Munique |                                          |

### Obras orquestrais
| Trabalhar                                                          | Opus          | Ano     | Notas                                  |
| ------------------------------------------------------------------ | ------------- | ------- | -------------------------------------- |
| Scherzo em dó menor                                                | –             | 1887    |                                        |
| Concerto para violoncelo em lá menor                               | Op. Publicar. | 1888    | para Esther Nyffenegger                |
| Música incidental para a peça Das Fest auf Solhaug de Henrik Ibsen | –             | 1890    |                                        |
| Herr Oluf                                                          | Op. 12        | 1891    | balada para barítono e orquestra       |
| Die Heinzelmännchen                                                | Op. 14        | 1902-03 | balada para baixo e orquestra          |
| Das Käthchen von Heilbronn                                         | Op. 17        | 1905    | música incidental                      |
| Concerto para piano em mi bemol maior                              | Op. 31        | 1922    | para Walter Gieseking                  |
| Concerto para violino em si menor                                  | Op. 34        | 1923    | para Alma Moodie                       |
| Lethe                                                              | Op. 37        | 1926    | para barítono e orquestra              |
| Sinfonia em dó sustenido menor                                     | Op. 36a       | 1932    | Adaptado de Quarteto de Cordas, Op. 36 |
| Concerto para violoncelo em sol maior                              | Op. 42        | 1935    | para Gaspar Cassadó                    |
| Duo para violino, violoncelo e pequena orquestra                   | Op. 43        | 1937    |                                        |
| Pequena Sinfonia em Sol maior                                      | Op. 44        | 1939    |                                        |
| Elegia e Roundelay                                                 | Op. 45        | 1940    |                                        |
| Sinfonia em dó maior                                               | Op. 46        | 1940    | "A die Freunde"                        |
| Concerto para violoncelo em lá menor                               | Op. 52        | 1944    | Para Ludwig Hoelscher                  |
| Saudações de Cracóvia                                              | Op. 54        | 1944    |                                        |
| Fantasia em lá menor                                               | Op. 56        | 1947    |                                        |

### Trabalhos de câmara
| Título                                            | Opus   | Ano     | Notas                                                          |
| ------------------------------------------------- | ------ | ------- | -------------------------------------------------------------- |
| Piano Trio em si bemol maior                      | –      | 1886    | completado por Gerhard Frommel                                 |
| Quarteto de cordas [No 1.] em ré menor            | –      | 1886    |                                                                |
| Sonata em fá sustenido menor (violoncelo e piano) | Op. 1  | 1890    | "Das Lied soll schauern und beben..."                          |
| Piano Trio em fá maior                            | Op. 8  | 1890–96 |                                                                |
| Quarteto de Cordas [No. 2] em ré maior            | Op. 13 | 1902–03 |                                                                |
| Quinteto de piano em dó maior                     | Op. 23 | 1908    |                                                                |
| Sonata em mi menor para violino e piano           | Op. 27 | 1918    |                                                                |
| Quarteto de Cordas [No. 3] em dó sustenido menor  | Op. 36 | 1925    |                                                                |
| Quarteto de Cordas [No. 4] em dó menor            | Op. 50 | 1942    |                                                                |
| Fugato Unortográfico                              | –      | 1943    | para Quarteto de Cordas                                        |
| Sexteto em sol menor                              | Op. 55 | 1945    | para clarinete, violino, viola, violoncelo, contrabaixo e pian |

### Obras instrumentais
| Título           | Opus   | Ano  | Notas      |
| ---------------- | ------ | ---- | ---------- |
| 5 peças de piano | Op. 47 | 1941 |            |
| 6 estudantes     | Op. 51 | 1942 | para piano |

### Corais
| Título                                          | Opus   | Ano     | Notas                                                                                    |
| ----------------------------------------------- | ------ | ------- | ---------------------------------------------------------------------------------------- |
| Der Blumen Rache                                | –      | 1888    | balada para coro feminino, contralto e orquestra (após Ferdinand Freiligrath)            |
| Du altes Jahr. Rundgesang zum Neujahrsfest 1901 | –      | 1900    | para baixo, coro misto ou masculino e piano                                              |
| Colombo                                         | Op. 16 | 1905    | para coro misto                                                                          |
| Gesang der Barden                               | –      | 1906    | para coro masculino e orquestra                                                          |
| Duas canções alemãs                             | Op. 25 | 1915-16 | para barítono, anúncio de coro masculino. lib. e orquestra                               |
| Von Deutscher Seele                             | Op. 28 | 1921    | para quatro solistas, coro misto, orquestra e órgão                                      |
| Das Dunkle Reich                                | Op. 38 | 1929    | fantasia coral com soprano, barítono, orquestra e órgão                                  |
| Fons Salutifer                                  | Op. 48 | 1941    | hino para coro misto, orquestra e órgão                                                  |
| Dois Coros Masculinos                           | Op. 49 | 1941    |                                                                                          |
| Três músicas                                    | Op. 53 | 1944    | para coro masculino e orquestra de câmara                                                |
| Urworte. Orphisch                               | Op. 57 | 1948-49 | cantata para quatro solistas, coro misto, orquestra e órgão, completada por Robert Rehan |

### Músicas com acompanhamento de piano
| pus | Título                 | Ano       | Texto                                                                                                | Notas                                              |
| --- | ---------------------- | --------- | --- | -------------------------------------------------- |
| –   | seis primeiras canções | 1884–87   | Julius Sturm, Mary Graf-Bartholomew, Ludwig Uhland, Oskar von Redwitz, Eduard Mörike, Robert Reinick | Para voz alta                                      |
| 2   | sete Canções           | 1888–89   | Richard von Volkmann, Hermann Lingg, Aldof Böttger, Alexander Kaufmann, anon.                        | Nº 2, 5, 6, 7 orquestrado                          |
| 3   | três músicas           | 1888–89   | Friedrich Rückert, Friedrich von Sallet, Emanuel Geibel                                              | Para voz média. Nº 2, 3 orquestrado.               |
| 4   | quatro canções         | 1888–89   | Heinrich Heine                                                                                       | Voz média. Também orquestrado                      |
| 5   | três músicas           | 1888–89   | Joseph von Eichendorff                                                                               | Para Soprano. Nº 1 Orquestrado                     |
| 6   | seis músicas           | 1888–89   | Heine, Grun, Paul Nikolaus Cossmann                                                                  | Para alto barítono                                 |
| 7   | cinco músicas          | 1888–1900 | Wolfgang von Königswinter, Eichendorff, Paul Heyse, Grun                                             | Nº 3 Orquestrado                                   |
| 9   | cinco músicas          | 1894–95   | Eichendorff                                                                                          |                                                    |
| 10  | três músicas           | 1889–1901 | Detlev von Lilencron, Eichendorff                                                                    | Para voz média                                     |
| 11  | cinco músicas          | 1901      | Friedrich Hebbel, Ludwig Jacobowski, Eichendorff, Richard Dehmel, Carl Hermann Busse                 | Nº 4, 5 Orquestrado                                |
| –   | Untreu und Trost       | 1903      | anon                                                                                                 | Para voz média. Também orquestrado.                |
| 15  | quatro canções         | 1904      | Busse, Eichendorff, von Stach                                                                        | Nº 2, 3, 4 orquestrado                             |
| 18  | An Den Mond            | 1906      | Goethe                                                                                               | Música mais longa (ca. 8 min.). Também orquestrado |
| 19  | duas músicas           | 1905      | Busse                                                                                                |                                                    |
| 21  | duas músicas           | 1907      | Hebel, Eichendorff                                                                                   | Para voz alta                                      |
| 22  | cinco músicas          | 1907      | Eichendorff, Adelbert von Chamisso, Gottfried August Bürger                                          |                                                    |
| 24  | quatro canções         | 1909      | Walther von der Vogelweide, Petrarca (trad. Karl August Förster), Friedrich Lienhard                 | Nº 1 orquestrado                                   |
| 26  | cinco músicas          | 1916      | Friedrich Hebbel, Eichendorff, Gottfried August Bürger, Goethe                                       | Nº 2, 4 orquestrado                                |
| 29  | quatro canções         | 1921      | Hölderlin, Rückert, Goethe, Dehmel                                                                   | Dedicado à sua família No. 3 orquestrado           |
| 30  | quatro canções         | 1922      | Nikolaus Lenau, Mörike, Dehmel                                                                       |                                                    |
| 32  | quatro canções         | 1923      | Conrado Ferdinand Meyer                                                                              | Para barítono ou baixo                             |
| 33  | Alte Weisen            | 1923      | Gottfried Keller                                                                                     |                                                    |
| 35  | Six Liebeslieder       | 1924      | Ricarda Huch                                                                                         | Para uma voz feminina                              |
| 40  | seis músicas           | 1931      | Ludwig Jacobowski, Adolf Bartels, Ricarda Huch, Martin Greif, Goethe, Eichendorff                    | Nº 5, 6 orquestrado                                |
| 41  | três sonetos           | 1931      | Petrarca (trad. Bürger), Eichendorff                                                                 | Para uma voz masculina                             |